# Zdeňka Vávrová
Zdeňka Vávrová, née en 1945, est une astronome tchèque. Elle a codécouvert la comète périodique 134P/Kowal-Vávrová. Elle l'avait classée comme un astéroïde qui reçut la désignation provisoire 1983 JG, sans voir aucune queue cométaire. Cependant, des photos plus récentes prises par Charles T. Kowal révélèrent la présence d'une queue.
Elle a également découvert de nombreux astéroïdes. L'astéroïde (3364) Zdenka porte son nom.